# Neue Bach-Ausgabe
Neue Bach-Ausgabe (= Johann Sebastian Bach: Neue Ausgabe sämtlisher Werke, сокращённо NBA, рус. Новое издание Баха) — полное собрание сочинений Иоганна Себастьяна Баха, выпущенное издательством Беренрайтер в 1954—2011 годы, второе полное собрание сочинений Баха в истории (первое было выпущено во 2-й половине XIX века Баховским обществом). Название является сокращением от «Иоганн Себастьян Бах: новое издание полного собрания сочинений». Выверили произведения Баха по оригиналам, которые ещё не были известны старому Баховскому обществу, Баховскому институту в Гёттингене и Баховскому архиву в Лейпциге.

## Содержание
NBA содержит 104 основных нотных тома (нем. Notenbände), 101 том научных комментариев к нотным томам (нем. Kritische Berichte), а также дополнительные тома (нем. Supplementbände)
I. Кантаты (47 томов)
II. Мессы, Пассионы и оратории (12 томов)
III. Мотеты, хоралы, песни (4 тома)
IV. Органные произведения (11 томов)
V. Произведения для клавира и лютни (14 томов)
VI. Камерно-инструментальные произведения (5 томов)
VII. Произведения для оркестра (7 томов)
VIII. Каноны, Музыкальное приношение, Искусство фуги (3 тома)
IX. Дополнение (приблизительно 7 томов)
Приложение, документы жизни и творчества И. С. Баха [Bach-Dokumente] (9 томов)
Каждый том содержит предисловие и факсимиле отдельных страниц сохранившихся источников произведений Баха. Каждый нотный том сопровождается отдельным томом Научных комментариев в котором дается детальное описание источников публикуемых произведений, прижизненных и последующих изданий, свод разночтений, текстологический комментарий.

## История
Проект публикации Нового полного собрания сочинений Баха в научно-выверенной редакции появился после 200-летия со дня его смерти в 1950 году. Его поддержали музыковеды Фридрих Блюме, Макс Шнайдер, Фридрих Сменд и Генрих Бесселер, спонсировали Бернард Шпренгель и Отто Венеке. Идея подготовки и издания NBA (наряду с новыми полными собраниями сочинений Г. Ф. Генделя, В. А. Моцарта, Г. Шютца, Г. Ф. Телемана и др.) принадлежит основателю издательства Беренрайтер Карлу Фёттерле.
Новое баховское общество, несмотря на раздел Германии после Второй мировой войны, рекомендовало продолжать издание как совместный общегерманский проект, желая тем самым подчеркнуть неделимость культурного наследия. Баховский архив в Лейпциге и Баховский институт в Гёттингене стали при этом институциональной базой вопрощения проекта в жизнь, в то время как их руководители Вернер Нойман и Альфред Дюрр — его основной движущей силой. Публикация итогов научной работы в 1951 году была доверена издательству "Беренрайтер" из Касселя; в 1954 году  его партнёром стало «Немецкое музыкальное издательство» (нем. Deutscher Verlag für Musik) из Лейпцига (вплоть до объединения Германии).
Первоначально, предполагалось, что все тома будут выпущены примерно за 15-20 лет, но научное исследование источников потребовало гораздо больше времени, чем ожидалось. В 1954 году в Касселе издательство Беренрайтер выпустило первый том, а в июне 2007 во время Баховского фестиваля в Лейпциге торжественно завершило выпуск.

## Значение
Neue Bach-Ausgabe представляет проверенную версию произведений Баха как для учёных, так и для исполнителей. Строгие филологические методы стали образцом для последующих научно-критических изданий второй половины XX века.
При подготовке к новому полному собранию сочинений редакторы нашли некоторые считавшиеся утерянными произведения, а также доказали, что некоторые другие композиции, ранее приписывавшиеся Баху, не принадлежат ему. Изучение источников позволило скорректировать хронограф произведений.

## Переиздание
В феврале 2010 года Баховский архив и издательство Беренрайтер анонсировали новый проект — Neue Bach-Ausgabe. Revidierte Edition (NBA rev) в котором отдельные произведения И. С. Баха и ряд томов NBA будут заново подготовлены и переизданы с учетом новых источниковедческих и текстологических данных, которыми располагает современное баховедение. Запланировано для переиздания больше 15 томов, включая Мессу си минор, отдельные Веймарские кантаты, Страсти по Иоанну, мотеты, скрипичные сонаты, виолончельные сюиты и другие произведения.